# Сент-Луис Старз
«Сент-Луис Старз» (англ. St. Louis Stars) — бывшая футбольная команда, основанная в Сент-Луисе, штат Миссури, которая играла в NASL с 1967 по 1977 год.

## История
«Сент-Луис Старз» были основаны в 1967 году как команда NPSL, они стали первой в истории профессиональной футбольной командой в Сент-Луисе. Команду возглавлял Боб Херманн, который позже создал «Херманн Трофи» — версия колледжа футбола наподобие «Хайсманн Трофи». Сент-Луис имеет богатую историю сильных выступлений в любительских лигах, но династия колледжа и профессиональная футбольная команда сразу же отобрали внимание у любительских клубов, привлекая много спортивных болельщиков. Средняя посещаемость «Старз» составляла 7000 человек на матч и была самой высокой в лиге.
После сезона 1968 года NASL попала в беду, когда были расформированы сразу десять команд. 1969 год был разделён на две половины. В первой половине был разыгран Международный кубок, двойной круговой турнир, в котором оставшиеся клубы NASL были представлены командами, импортированными из Великобритании. «Старз» были представлены командой «Килмарнок» из Шотландии. В кубке «Старз» выступили не очень убедительно. Во второй половине 1969 года команды вернулись к своим обычным составам и сыграли 16 игр по графику без плей-офф.
Стратегией «Старз» являлось раскрытие местных отечественных талантов, что позволяло держать расходы на низком уровне, а не инвестировать в покупку иностранных игроков с дорогими контрактами. Эта стратегия является причиной относительного долголетия «Старз» (десять сезонов в течение самых неспокойных времён для NASL), но часто команда выступала весьма посредственно и после первого года успеха начала собирать очень скудные толпы. В 1967—68 и 1971—74 годах «Старз» играли на «Буш Мемориэл Стэдиум», а в 1969—70 и 1975—77 годах домашние матчи проходили на «Фрэнсис Филд». Была попытка вернуться на «Буш» в 1978 году, но «Старз» не смогли обеспечить аренду по своему вкусу. Лишь небольшой «Фрэнсис Филд» был доступен как вариант, из-за отмены переезда появились вакантные средства, поэтому было решено поднять игрокам зарплату. Но после 1977 года они всё-таки переехали в Анахайм и стали называться «Калифорния Серф».

## Тренеры
- Руди Гутендорф (1966—1968)